# Finnkona

Finnkona  est une île de la commune de Leirfjord , en mer de Norvège dans le comté de Nordland en Norvège.

## Description
L'île de 0,25 km2 se situe entre Sandnessjøen et Nesna, au nord-est de l'île de Dønna et au sud de l'île de Løkta.  L'île est inhabitée et couverte par la forêt. Sur le côté nord de l'île, il y a des tombes de l'âge du fer